# Achiel Depauw
Achiel ou Achille Depauw, né le 13 septembre 1885 à Lophem et mort le 5 mars 1966, est un coureur cycliste belge. Il a participé au Tour de France 1923,.

## Biographie
En 1906 et 1909, il court le Tour de Belgique amateurs ; Il prend le départ de Paris-Roubaix en 1910, et finit 31e. Il termine 8e de Liège-Bastogne-Liège 1912 et 5e de Paris-Bruxelles 1913,. Il prend le départ du Tour de France 1913 pour le compte de la marque Liberator. Il fait partie du team des « Flandriens » managé par Karel Steyaert qui, pendant des années, sur toutes les pistes d’Europe, accumulent les succès dans les courses à l’américaine,. En 1914, Il court les six jours de Paris, associé à Pierre Van De Velde, mais abandonne et les six jours de Bruxelles, associé à Léon Buysse. La paire belge finit 5e de cette course.
Pendant la première Guerre mondiale, il est maréchal-ferrant dans un régiment de lanciers.
En 1932, il court encore.

## Palmarès
- 1912
  - 24 heures de Roubaix[14]
- 1913
  - 3e du championnat des Flandres
  - 24 heures de Bruxelles avec Pierre Van De Velde[9]
- 1921
  - Américaine au Parc des Princes  avec Pierre Van De Velde[15]
  - Acht van Brasschaat
- 1923
  - Circuit de Jumet[16]

## Résultats sur le Tour de France
2 participations
- 1913 : abandon (4e étape)[17]
- 1923 : abandon (5e étape)